# Quix
Quix was een quiz die van 2001 tot 2006 uitgezonden werd op Eén als zomers vervangprogramma voor Blokken. Het spelconcept werd, net als Blokken, ontworpen door Frank Symoens. Het programma werd eerst gepresenteerd door Tom Van Landuyt, vanaf het tweede seizoen nam Marcel Vanthilt de presentatie over.
Deze quiz is niet meer op tv te zien sinds in de zomer van 2007 besloten werd Vriend of Vijand te herhalen op het tijdstip wanneer tot dan Quix te zien was.

## Spelverloop

### Ronde 1
De eerste ronde bestaat uit quizvragen met zes antwoordmogelijkheden, waarvan drie correct zijn. De kandidaat, die de drie antwoorden het snelst correct selecteert door op de juiste knoppen de drukken, kan zijn/haar tekens (X of Q) op het speelbord plaatsen. Die leveren 10 euro op per teken, plus per rij van drie tekens op het spelbord een bonus van 10 euro.

### Ronde 2
In deze ronde zijn er quizvragen met vier antwoorden, waarvan twee correct zijn. Voor elke twee goede antwoorden, mogen er Q's of X'en op het speelbord worden geplaatst.

### Ronde 3
In deze snelle ronde worden vragen met twee antwoordmogelijkheden gesteld - slechts een van hen is correct. De kandidaten antwoorden door op de knop te drukken. Als het antwoord correct is, kan de kandidaat een teken plaatsen, anders kan de tegenstander een teken plaatsen.
De kandidaat die, na afloop van de derde ronde, de meeste punten heeft weten te verzamelen, speelt de finale.

### Finale
De kandidaat heeft 60 seconden tijd, om door het correct beantwoorden van de quizvragen de tekens van de tegenstander van het spelbord weg te spelen. Per juist beantwoorde vraag wordt een teken van de tegenstander vervangen door een stukje foto van een bekend persoon, die de kijkers moeten raden voor een prijs. Als de finalekandidaat erin slaagt het hele spelbord te legen, wint de kandidaat 1200 euro. Dan mag de kandidaat in de volgende aflevering terugkomen om 2400 euro of zelfs 4600 euro te verdienen.

## F.C. De Kampioenen
In de 14de reeks van F.C. De Kampioenen (2004) deden Maurice en Carmen mee aan Quix.